# Обыкновенная агама-бабочка
Обыкновенная агама-бабочка, или агама-бабочка (лат. Leiolepis belliana) — ящерица семейства агамовых, получившая своё название за яркую окраску.
Видовое латинское название дано в честь английского зоолога Томаса Белла (1792—1880).

## Описание
Спина, ноги и верхняя сторона хвоста украшены по светло-серому фону сетчатым узором из зеленоватых в тёмной окантовке мелких пятен, сливающихся иногда в продольные полосы.
Бока — нежно-сиреневого цвета с чередующимися оранжевыми или красными и чёрными полосами, особенно бросающимися в глаза, когда возбуждённая ящерица расширяет в стороны тело.
Голова и шея взрослых самцов яркие, оранжево-красные.

## Среда обитания
Агамы-бабочки населяют сухие местообитания и в Индокитае. Наиболее часто их можно встретить на песчаных грядах вдоль морских побережий.
В жаркие летние месяцы во Вьетнаме активны только в ранние утренние часы, пока тропическое солнце ещё не раскалило почву. Позднее укрываются в глубокие, обычно изогнутые под углом норы в плотном песке, в глубине которых сохраняется относительная прохлада.
Питаются они в основном листьями и плодами растений, а также насекомыми, которых иногда хватают на лету, совершая почти вертикальные прыжки.
Являются партеногенетиками. В природе существуют только самки.